# Södra Krycklinge
Södra Krycklinge är en bebyggelse norr om Bälinge i Skuttunge socken i Uppsala kommun. Mellan 2015 och 2020 samt från 2023 avgränsade SCB här en småort.